# Bulbostylis trichoides
Bulbostylis trichoides är en halvgräsart som först beskrevs av Heinrich Adolph Schrader och Schult., och fick sitt nu gällande namn av Alan Ackerman Beetle. Bulbostylis trichoides ingår i släktet Bulbostylis och familjen halvgräs. Inga underarter finns listade i Catalogue of Life.